# Corbinian Hofmeister
Pour les articles homonymes, voir Hofmeister.
Corbinian Hofmeister, osb, né Alexander Hofmeister le 26 février 1891 à Taus (Sudètes) et mort le 24 octobre 1966 à Tutzing, est un moine bénédictin allemand qui fut abbé de l'abbaye de Metten de 1929 à 1966 et opposant au national-socialisme.

## Biographie

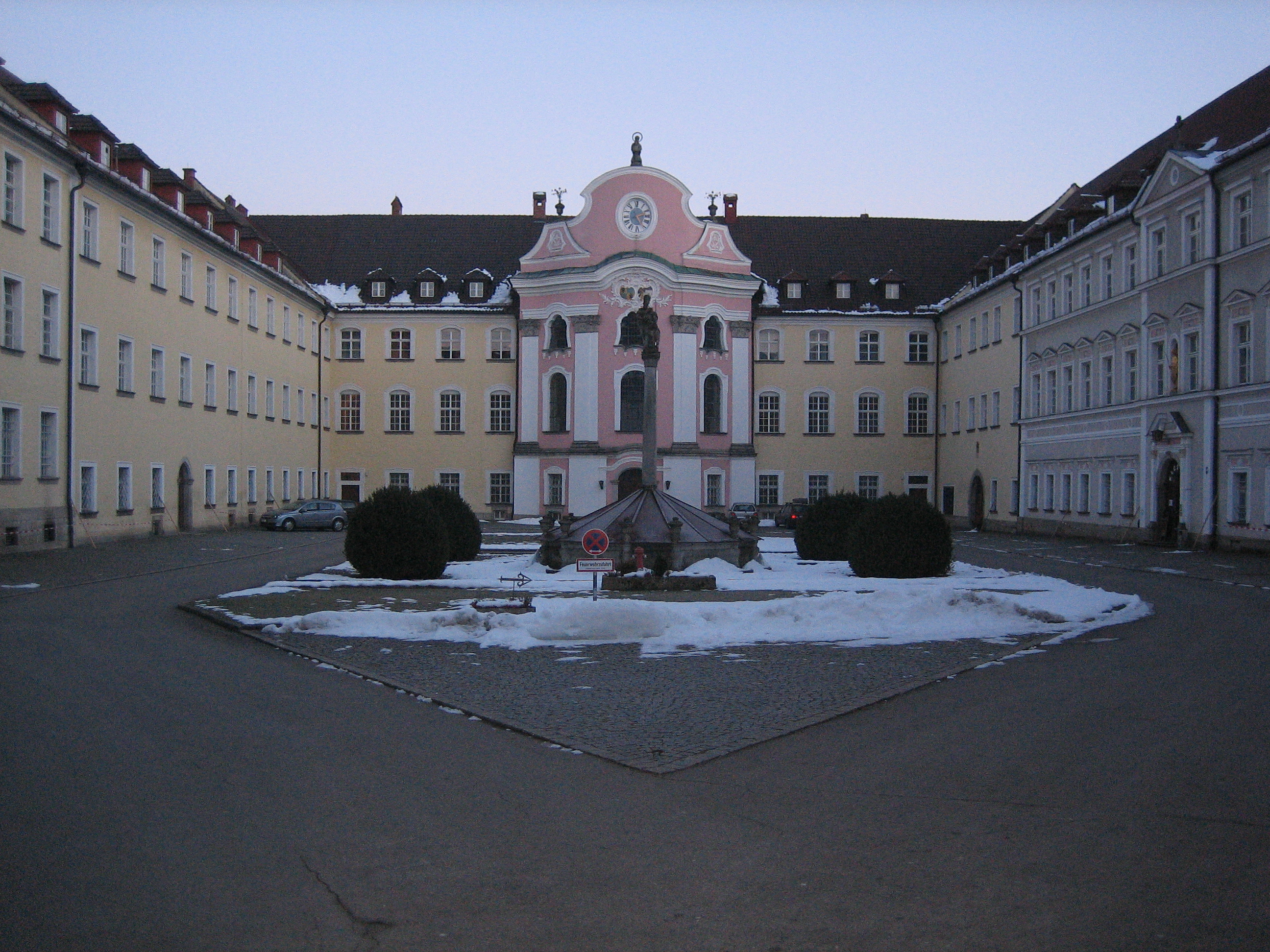
Cour de l'abbaye de Metten

Alexander Hofmeister devient orphelin à l'âge de sept ans et part habiter chez sa sœur aînée, épouse d'un douanier bavarois, qui l'élève à Aschaffenbourg. Il déménage ensuite au gré des affectations de son beau-frère à Tittling, à Landshut et enfin à Dingolfing. Après avoir effectué ses études à Landshut et à Metten, il entre en 1910 comme novice à l'abbaye de Metten et prend le nom de religion de Corbinian (Corbinien en français), lorsqu'il prononce ses vœux de profès, le 16 novembre 1911.
Il commence ses études de théologie et de philosophie au studium de l'abbaye, puis continue à l'université d'Innsbruck et à Eichstätt. Il les poursuit à l'université Louis-et-Maximilien de Munich, où il se spécialise en philologie anglaise et française. Il est envoyé à l'archi-abbaye de Latrobe aux États-Unis, où il demeure plusieurs années, puis en Angleterre à l'abbaye bénédictine de Downside, ainsi qu'à Belmont.
Il retourne en Allemagne en 1927, où il est nommé professeur au gymnasium de l'abbaye de Metten. Deux ans plus tard, en 1929, l'abbé de Metten, Dom Willibald Adam, démissionne pour raison de santé et le P. Corbinian Hofmeister est élu pour lui succéder. Il a trente-huit ans.
Il s'oppose ensuite dès le départ à l'idéologie athée du national-socialisme et critique les décisions du nouveau régime. Il doit subir en 1939 la fermeture par ses mêmes autorités pour raison idéologique du Gymnasium de l'abbaye, fondé en 1837, le gouvernement ayant interdit aux congrégations catholiques d'enseigner. Les autorités ferment également le séminaire diocésain, le séminaire de l'abbaye et enfin tous les séminaires des bénédictins. Le TRP Hofmeister a l'occasion à plusieurs reprises de rencontrer à l'abbaye d'Ettal des intellectuels résistants, comme Josef Müller, le pasteur Dietrich Bonhoeffer, ou Johannes Neuhäusler (de), ainsi que l'abbé émérite d'Ettal, le TRP Willibald Wolfsteiner. Il établit même des liens avec l'amiral Canaris pendant la guerre.
Le P Corbinian Hofmeister et Johannes Neuhäusler sont arrêtés à Pâques 1943 par la Gestapo. Ils sont déportés ensuite au camp de concentration de Dachau d'avril 1944 à avril 1945 et internés à la prison de la Kommandantur. Il y rencontre Martin Niemöller (cellule 30) et Michael Höck (cellule 31). Lui-même est enfermé à la cellule 35 et Neuhäusler à la cellule 32. À la fin de la guerre, il sert de médiateur entre les troupes américaines d'occupation et les populations qui sont toutes soumises à interrogatoire.
En 1946, il aide et accueille à Metten les bénédictins allemands expulsés de l'abbaye de Braunau – désormais intégrée en Tchécoslovaquie – et les installe ensuite à son initiative à l'abbaye abandonnée de Rohr qui retrouve ainsi sa vocation monastique.

## Source
- (de) Cet article est partiellement ou en totalité issu de l’article de Wikipédia en allemand intitulé « Corbinian Hofmeister » (voir la liste des auteurs).